# Krzywcza
Krzywcza is een dorp in het Poolse woiwodschap Subkarpaten, in het district Przemyski. De plaats maakt deel uit van de gemeente Krzywcza en telt ca. 600 inwoners.